# Карл Квапіль
Карл Квапіль (м. Брно, Австро-Угорщина — ?) — австрійський та український військовий діяч, сотник, командир Другої Коломийської бригади УГА.

## Життєпис

Офіцери-чехи Антін Виметаль і Карл Квапіль разом з офіцерами 2-ї Коломийської бригади УГА. 1919 рік.

Народився в місті Брно, тепер Чехія. Служив у 6-му стрілковому полку армії Австро-Угорщини.

### В Українській Галицькій Армії
В УГА командир Другої Коломийської бригади.
В травні 1920 інтернований поляками у таборі Ялівець у Львові, у червні переведений до Тухолі, звідки втік 11 липня 1920. Перебував у таборів вояків УГА в місті Ліберець, де очолював референтуру «копаного м'яча» Українського спортового кружка.  